# Hönig (Lechtaler Alpen)
Der Hönig ist ein 2034 m ü. A. hoher Berg in den Lechtaler Alpen in Tirol. Die nächstgelegenen Orte sind Brand im Westen und Berwang im Norden. 

## Umgebung
Zusammen mit dem etwas höheren Joch / Sonnberg bildet der Hönig den nordwestlichen Ausläufer der Loreagruppe. Die steilen, meist baumlosen Flanken tragen im Frühsommer eine üppige Flora, während sie im Winter einen klassischen Lawinenberg charakterisieren.

## Besteigung
Der Hönig ist von zwei Seiten durch markierte Wanderwege ohne größere Schwierigkeiten zu erreichen, bei Nässe sind die erdigen Steige jedoch rutschig. 
- Von Berwang über die Westflanke

Von Berwang südwestwärts in weiter Schleife über die Kögelehütte zum unbedeutenden Sattelkopf (hierher auch kürzer von Brand) und weiter ohne Schwierigkeiten auf erdigem Pfad zum Gipfel. 2 Std. ab Berwang
- Von Berwang durch das Älpeletal

Von Berwang durch das Älpeletal auf teilweise abgerutschtem, feuchtem und schmalem Pfad (Lawinenreste bis in den Sommer) zum Sonnbergsattel und weiter auf den breiten Graskamm. 2 Std. ab Berwang.